# 탄자니아 축구 연맹
탄자니아 축구 연맹(스와힐리어: Shirikisho la Mpira wa Miguu Tanzania, 영어: Tanzania Football Federation, TFF)은 탄자니아의 축구 협회이다. 탄자니아 축구 국가대표팀, 탄자니아 여자 축구 국가대표팀, 탄자니아 프리미어 리그, 탄자니아 1부 리그(챔피언십), 1부 리그 및 지역 챔피언스 리그로 구성된 탄자니아 축구 리그 시스템의 운영을 감독한다. 1945년에 설립되었으며 1964년부터 FIFA에 가입되어 있다. 월러스 카리아는 2017년 현재 탄자니아 축구 연맹의 회장이다.

## 아카데미
2008년 1월, 탄자니아 축구 연맹은 피터 존슨과 협력하여 탄자니아 축구 아카데미(TSA)를 설립하였는데, 이는 축구 발전과 선수들에게 전액 교육 장학금을 제공하기 위한 국립 아카데미이다.

## 국립경기장
국립경기장은 탄자니아 다르에스살람에 위치한 다목적 경기장이다. 2007년에 개장하였으며, 구 국립경기장이었던 탄자니아 국립 경기장과 인접하여 건설되었다. 탄자니아 프리미어 리그와 탄자니아 축구 국가대표팀의 홈 경기 등 주요 축구 경기를 개최하고 있다.